# Filmografia de Im Yoon-ah

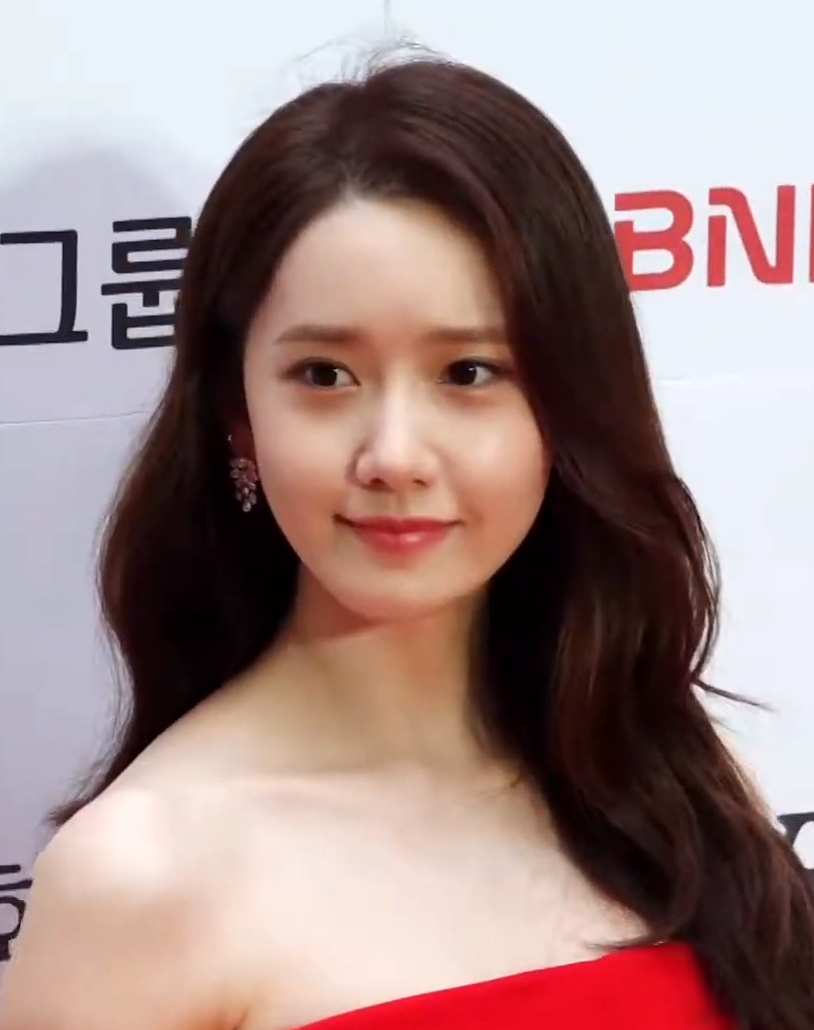
Yoona durante o Buil Film Awards, em outubro de 2019

A filmografia da artista sul-coreana Im Yoon-ah – também conhecida pela sua alcunha YoonA – consiste nas várias aparências em dramas televisivos, filmes, programas de televisão, eventos e vídeos musicais. Conhecida por ser cantora, atriz, modelo e dançarina, é uma das artistas sul-coreanas mais conhecidas mundialmente.
Na atuação YoonA participou em vários dramas de televisão, tornando-se notável em You Are My Destiny (2008), que marcou seu avanço na carreira e lhe rendeu os prêmios de Melhor Atriz no 23º KBS Drama Awards e no 45º Baeksang Arts Awards. Desde então, Yoona conseguiu mais atenção do público e elogios com uma variedade de papéis em Love Rain (2012), Prime Minister and I (2013) para o qual ganhou o Prêmio de Excelência no 2013 KBS Drama Awards, o sucesso de audiência da televisão chinesa God of War, Zhao Yun (2016), The K2 (2016) e The King in Love (2017).
Seu trabalho no cinema começou oficialmente em Confidential Assignment de 2017, e estrelou posteriormente Exit (2019), que se tornaram dois dos filmes de maior bilheteria na Coreia do Sul.
O sucesso das carreiras musicais e de atuação de Yoona a levou a vários acordos de CF, principalmente a colaboração de longo prazo com a Innisfree, e a estabeleceu como uma atriz-ídolo pioneira da onda Hallyu.

## Filmes
| Título                                                   | Ano  | Aparece como | Aparece como | Papel          | Notas                        | Ref.   |  |
| Título                                                   | Ano  | Atriz        | Outro        | Papel          | Notas                        | Ref.   |  |
| -------------------------------------------------------- | ---- | ------------ | ------------ | -------------- | ---------------------------- | ------ |  |
| SMTOWN Live in Tokyo Special Edition - 3D                | 2012 | Não          | Yes          | Ela mesma      | Filme de concerto da SM Town | [ 6 ]  |  |
| I AM. - SM Town Live World Tour in Madison Square Garden | 2012 | Não          | Yes          | Ela mesma      | Filme biográfico da SM Town  | [ 7 ]  |  |
| SMTOWN The Stage                                         | 2015 | Não          | Yes          | Ela mesma      | Documentário da SM Town      | [ 8 ]  |  |
| Confidential Assignment                                  | 2017 | Yes          | Não          | Park Min-young |                              | [ 9 ]  |  |
| Exit                                                     | 2019 | Yes          | Não          | Eui-joo        |                              | [ 10 ] |  |
| Miracle: Letters to the President                        | 2021 | Yes          | Não          | Ra-Hee         |                              |        |  |
| House of Hummingbird                                     | 2021 | Não          | Yes          | Narrator       | Barrier-free version         |        |  |
| A Year-End Medley                                        | 2021 | Yes          | Não          | Soo-Yeon       |                              |        |  |
| Confidential Assignment 2: International                 | 2022 | Yes          | Não          | Park Min-young |                              |        |  |
| Pretty Crazy                                             | 2025 | Yes          | Não          | Jeong Seon-ji  |                              |        |  |

## Televisão
| Título                                    | Ano       | Aparece como | Aparece como | Papel                                                | Notas                                     | Ref.          |  |
| Título                                    | Ano       | Atriz        | Outro        | Papel                                                | Notas                                     | Ref.          |  |
| ----------------------------------------- | --------- | ------------ | ------------ | ---------------------------------------------------- | ----------------------------------------- | ------------- |  |
| Two Outs in the Ninth Inning              | 2007      | Yes          | Não          | Shin Joo-young                                       |                                           | [ 11 ]        |  |
| Unstoppable Marriage                      | 2008      | Yes          | Não          | Membro da Gangue das Sete Princesas de Bulgwang-dong | Cameo (Ep. 64)                            | [ 12 ]        |  |
| Woman of Matchless Beauty, Park Jung-geum | 2008      | Yes          | Não          | Mi-ae                                                | Cameo (Ep. 19, 20, 23)                    | [ 13 ]        |  |
| You Are My Destiny                        | 2008      | Yes          | Não          | Jang Sae-byuk                                        |                                           | [ 14 ]        |  |
| Cinderella Man                            | 2009      | Yes          | Não          | Seo Yoo-jin                                          |                                           | [ 15 ] [ 16 ] |  |
| Family Outing 2                           | 2010      | Não          | Yes          | Ela mesma                                            |                                           | [ 17 ]        |  |
| Love Rain                                 | 2012      | Yes          | Não          | Kim Yoon-hee                                         | 1ª fase ambientada na década de 70        | [ 18 ]        |  |
| Love Rain                                 | 2012      | Yes          | Não          | Jung Ha-na                                           | 2ª fase ambientada em 2012                | [ 19 ]        |  |
| Prime Minister & I                        | 2013      | Yes          | Não          | Nam Da-jung                                          |                                           | [ 20 ]        |  |
| Because It's the First Time               | 2015      | Yes          | Não          | Im Yoon-ah                                           | Cameo (Ep. 1); Papel fictício de si mesma | [ 21 ]        |  |
| God of War, Zhao Yun                      | 2016      | Yes          | Não          | Xiahou Qingyi / Ma Yurou                             | Drama chinês                              | [ 22 ]        |  |
| The K2                                    | 2016      | Yes          | Não          | Go An-na                                             |                                           | [ 23 ] [ 24 ] |  |
| The King in Love                          | 2017      | Yes          | Não          | Eun San / So-hwa                                     |                                           | [ 25 ] [ 26 ] |  |
| Hyori's Homestay                          | 2018      | Não          | Yes          | Ela mesma                                            |                                           | [ 27 ]        |  |
| Hush                                      | 2020/2021 | Yes          | Não          | Lee Ji-Soo                                           |                                           |               |  |
| Big Mouse/Mouth                           | 2022      | Yes          | Não          | Go Mi-Ho                                             |                                           |               |  |
| King the Land                             | 2023      | Yes          | Não          | Cheon Sa-Rang                                        |                                           |               |  |
| Bon Appétite, Your Majesty                | 2025      | Yes          | Não          | Yeon Ji-Yeong                                        |                                           |               |  |

## Web
| Título                | Ano  | Aparece como | Aparece como | Papel      | Notas                      | Ref.   |
| Título                | Ano  | Atriz        | Outro        | Papel      | Notas                      | Ref.   |
| --------------------- | ---- | ------------ | ------------ | ---------- | -------------------------- | ------ |
| Innisfree Summer Love | 2015 | Yes          | Não          | Im Yoon-ah | Papel fictício de si mesma | [ 28 ] |

## Eventos e premiações
| Título                                               | Ano                                          | Notas | Ref.   |
| ---------------------------------------------------- | -------------------------------------------- | --- | ------ |
| 8th KBS Entertainment Awards                         | 2009                                         | com Lee Kyung-kyu e Lee Ji-ae | [ 29 ] |
| World Cup Festival                                   | 2010                                         | com Kim Yong-man e Yoon Hyun-jin | [ 30 ] |
| Sharing Love Concert                                 | 2010                                         | com Jung Yong-hwa e Jo Kwon | [ 31 ] |
| 10th KBS Entertainment Awards                        | 2011                                         | com Shin Dong-yup e Lee Ji-ae | [ 32 ] |
| SBS Gayo Daejeon                                     | 2011                                         | com Lee Seung-gi e Song Ji-hyo | [ 33 ] |
| KBS Song Festival                                    | 2012                                         | com Sung Si-kyung e Jung Yong-hwa | [ 34 ] |
| 27th KBS Drama Awards                                | 2013                                         | com Lee Mi-sook, Shin Hyun-joon e Joo Sang-wook | [ 35 ] |
| Korea-China Friendship Concert                       | 2013                                         | com Ok Taec-yeon e Cho Kyu-hyun | [ 36 ] |
| KBS Song Festival                                    | 2014                                         | com Lee Hwi-jae e Ok Taec-yeon | [ 37 ] |
| DMZ Peace Concert                                    | 2015                                         | com Gim Seong-ju | [ 38 ] |
| MBC Gayo Daejejeon                                   | 2015                                         | com Gim Seong-ju | [ 39 ] |
| Women in Film Awards                                 | 2016                                         | no ARTNINE em Seul | [ 40 ] |
| MBC Gayo Daejejeon                                   | 2016                                         | com Gim Seong-ju | [ 41 ] |
| 22nd Busan International Film Festival               | 2017                                         | com Jang Dong-gun | [ 42 ] |
| 2018 Pyeongchang Winter Olympics G-100 K-POP Concert | 2017                                         | com Bae Sung-jae | [ 43 ] |
| rowspan="2"\| MBC Gayo Daejejeon                     | 2017                                         | com Suho e Cha Eun-woo | [ 44 ] |
| 2018                                                 | com Noh Hong-chul, Choi Min-ho e Cha Eun-woo | \| Canção \| Ano \| Artista(s) \| Ref. \| \| ---------------------------- \| ---- \| --------------- \| ---- \| \| "Magic Castle" \| 2004 \| TVXQ \| [46] \| \| "U" \| 2006 \| Super Junior \| [47] \| \| "My Everything" \| 2006 \| The Grace \| [47] \| \| "Marry U" \| 2007 \| Super Junior \| [47] \| \| "Propose" \| 2008 \| Lee Seung-cheol \| [47] \| \| "That Guy's Woman" \| 2009 \| 24/7 \| \| \| "Replay" (versão em japonês) \| 2011 \| Shinee \| \| \| "Please Contact Me" \| 2015 \| Li Yifeng \| [48] \| 1. 2. 3. 4. 5. 6. 7. 8. 9. 10. 11. 12. 13. 14. 15. 16. 17. 18. 19. 20. 21. 22. 23. 24. 25. 26. 27. 28. 29. 30. 31. 32. 33. 34. 35. 36. 37. 38. 39. 40. 41. 42. 43. 44. 45. 46. 47. 48. |        |
| Canção                                               | Ano                                          | Artista(s) | Ref.   |
| "Magic Castle"                                       | 2004                                         | TVXQ | [ 46 ] |
| "U"                                                  | 2006                                         | Super Junior | [ 47 ] |
| "My Everything"                                      | 2006                                         | The Grace | [ 47 ] |
| "Marry U"                                            | 2007                                         | Super Junior | [ 47 ] |
| "Propose"                                            | 2008                                         | Lee Seung-cheol | [ 47 ] |
| "That Guy's Woman"                                   | 2009                                         | 24/7 |        |
| "Replay" (versão em japonês)                         | 2011                                         | Shinee |        |
| "Please Contact Me"                                  | 2015                                         | Li Yifeng | [ 48 ] |